# M8 HMC

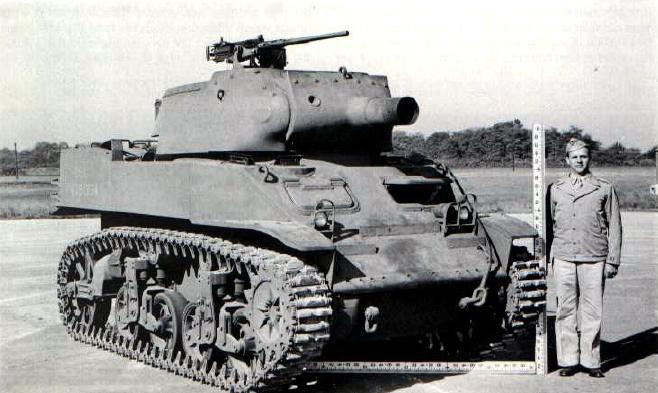
M8 HMC

75 mm HMC (Howitzer Motor Carriage) M8 byla samohybná houfnice Spojených států používaná během druhé světové války. Byla vyvinuta na podvozku M5 Stuart a byla vybavena 75mm houfnicí.
Na podvozek tanku M5 byla instalována nová otevřená věž se 75mm houfnicí a jedním .50cal (12.7mm) kulometem M2HB. Na zadní část trupu pak byl namontován tažný hák, takže vozidlo mohlo za sebou táhnout přívěs s municí. Tyto stroje byly používány především jako palebná podpora pro průzkumná družstva. Celkem bylo od září 1942 do ledna 1944 vyrobeno 1778 kusů.
75 mm GMC (Gun Motor Carriage) M8A1: Prototyp lehkého stíhače tanků, který používal trup lehkého tanku M5A1. Ve věži byl 75mm kanón M3. Projekt byl později zrušen vývojem M18 Hellcat.